# Ca les Hermanes
Ca les Hermanes és una casa d'Amer (Selva) inclosa a l'Inventari del Patrimoni Arquitectònic de Catalunya.

## Descripció
Immoble de tres plantes, entre mitgeres, cobert amb una teulada a dues aigües de vessants a façana. Està ubicat al costat esquerre de la Rambla del Monestir.
La façana principal dona a la Rambla del Monestir i té dues crugies: la planta baixa consta de dues obertures emmarcades amb pedra. La de la dreta actuaria com a finestra i la de l'esquerra, d'arc carpanell rebaixat, actua com a portal d'accés.
En el primer pis trobem dues obertures rectangulars amb llinda monolítica i muntants de pedra, les quals són projectades com a balconades independents i equipades amb les seves respectives baranes de ferro forjat. El treball de la forja aplicat a les baranes és molt auster i discret i sense cap element important a destacar que sobresurti especialment. Les dues obertures difereixen en un aspecte i és en la mida mastodòntica de l'obertura de l'esquerra en comparació amb la de la dreta, d'una mida més moderada.
En el segon pis tenim dues obertures rectangulars totalment irrellevants, ja que no han rebut cap tractament singular a destacar.
Tanca la façana en la part superior un ràfec de tonalitat vermellosa format per quatre fileres: la primera de rajola plana, la segona de teula, la tercera de rajola plana i la quarta de teula.

## Història
El nom de Ca les Hermanes es deu al fet que l'edifici va acollir un col·legi de monges dominiques.
L'immoble actual ofereix un magnífic estat de conservació que es deu a les obres periòdiques de manteniment i condicionament que se solen dur a terme en tots els edificis per tal d'assegurar la seva preservació. Unes obres que es van materialitzar a principi de segle xxi, aproximadament, i que van tenir com a element protagonista la façana, la qual va esperar un procés de sanejament integral que ha provocat que sigui arrebossada i pintada completament de nou.